# Гончарівська сільська рада (Сватівський район)
| Гончарівська сільська рада — колишній орган місцевого самоврядування у Сватівському районі Луганської області з адміністративним центром у с. Гончарівка. Історична дата утворення: в 1926 році. Водоймища на території, підпорядкованій даній раді: річка Красна. Сільській раді були підпорядковані населені пункти: - с. Гончарівка - с. Хомівка |

## Склад ради
Рада складалася з 16 депутатів та голови.

### Керівний склад ради
| ПІБ                          | Основні відомості                                                                     | Дата обрання | Дата звільнення |
| ---------------------------- | ------------------------------------------------------------------------------------- | ------------ | --------------- |
| Білогурова Наталія Хафізівна | Сільський голова, 1957 року народження, освіта, позапартійна                          | 26.03.2006   | 31.10.2010      |
| Білогурова Наталія Хафізівна | Сільський голова, 1957 року народження, освіта незакінчена вища, член Партії регіонів | 31.10.2010   | 15.12.2013      |
| Книш Євген Сергійович        | Сільський голова, 1974 року народження, освіта вища, член Партії регіонів             | 15.12.2013   |                 |

Примітка: таблиця складена за даними джерела